# Station Hythe (Essex)
Hythe (Essex) is een spoorwegstation van National Rail in Colchester in Engeland. Het station is eigendom van Network Rail en wordt beheerd door Greater Anglia. 